# 山形バイパス

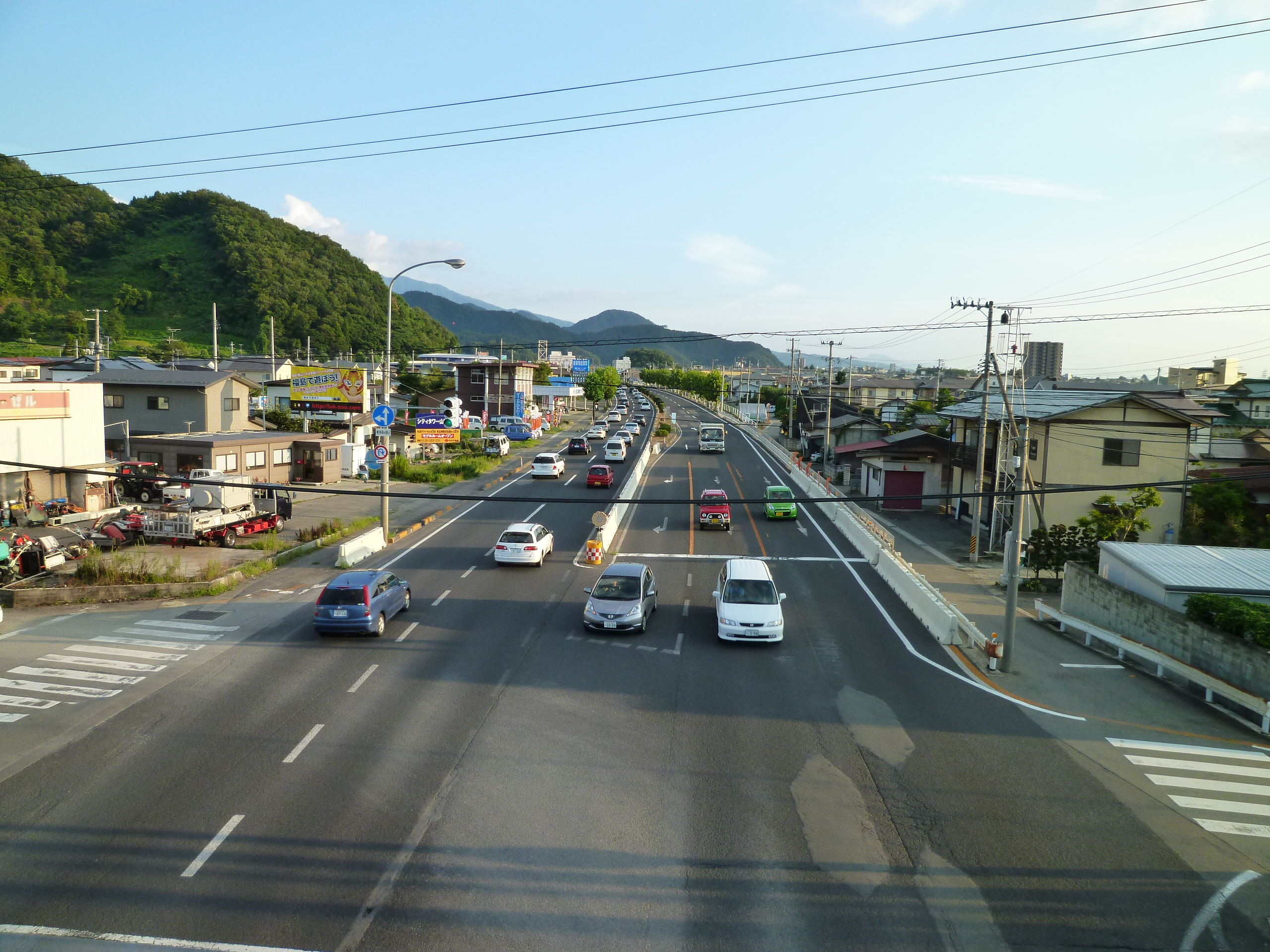
山形市大野目付近

山形バイパス（やまがたバイパス）は、山形県上山市から天童市までの国道13号のバイパス道路である（国道48号と重複）。
山形市の中心部から東に、弓なりに迂回する線形となっていて、その弓型の上端部に当たる市内北郊の千石地区で、山形自動車道の山形北インターチェンジと接続している。

## 概要
- 起点：山形県上山市金瓶
- 終点：山形県天童市乱川
- 全長：27.7km
- 車線数：片側2車線

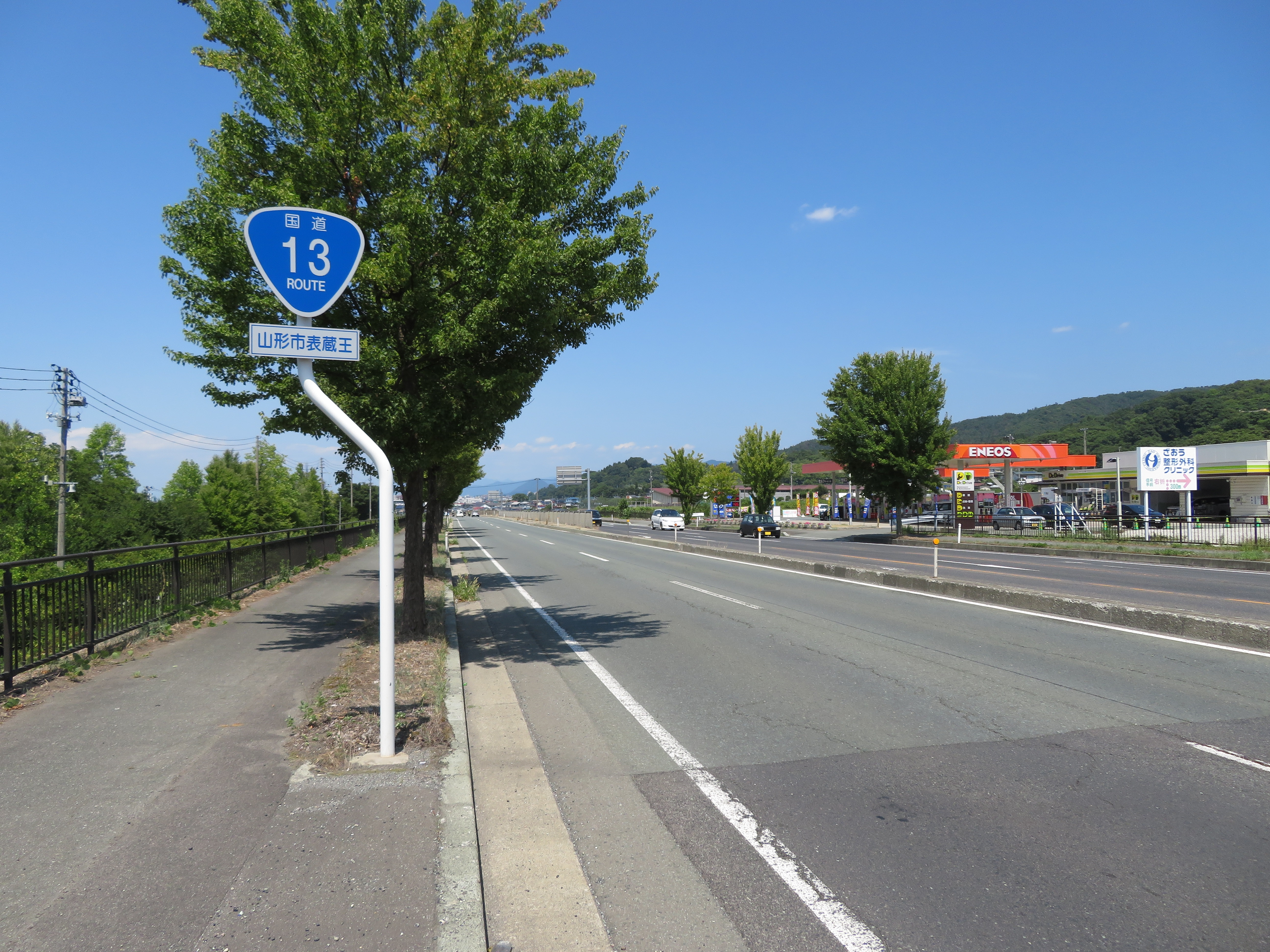
山形市表蔵王付近

- 以前は山形市南郊の蔵王飯田交差点と、仙台方面への往来が多い、市街地南東部の松山交差点がボトルネックとなって渋滞が多発していたが、立体交差化の結果、解消されている。この渋滞対策の仕上げとして、山形北ICのすぐ南に位置する大野目交差点が立体交差化の工事を行い、2014年8月3日に開通した[1]。
- 蔵王成沢地区では別名成沢バイパス、また天童市内では天童バイパスと言われることがある。

## 接続路線
- 国道13号上山バイパス（上山市金瓶）
- E13 東北中央自動車道山形上山IC
- 山形県道21号蔵王公園線（山形市蔵王成沢）
- 国道112号（山形市飯田（国道48号終点））
- 山形県道53号山形永野線（山形市小立）
- 国道286号（山形市松山）
- 山形県道16号山形停車場線（山形市あこや町:あこやIC）
- 山形県道19号山形山寺線（山形市大野目）
- 山形自動車道山形北IC
- 山形県道24号天童寒河江線（天童市清池）
- 山形県道23号天童大江線（天童市貫津）
- 国道48号（天童市久野本）
- 国道13号山形北バイパス、山形県道22号山形天童線、山形県道120号東根尾花沢線（天童市乱川）